# Sitzheizung

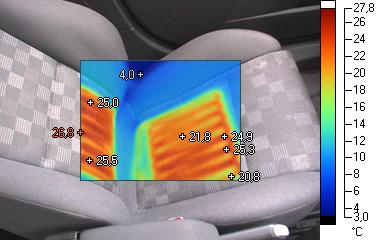
Thermografie-Aufnahme einer Sitzheizung

Eine Sitzheizung ist eine Flächenheizung, welche dem Beheizen von Sitzoberflächen dient und ein gleichförmiges Wärmeempfinden erzeugen soll. Hauptsächlich finden diese in den Sitzen von Kraftfahrzeugen Verwendung, um den Komfort zu erhöhen. Vermehrt werden diese auch in Motorräder, Sesselbahnen, Untersuchungsstühle und Toilettensitze eingebaut.
Bei Fahrzeugen mit Lederausstattung gehört eine Sitzheizung oftmals zum Lieferumfang. In den unteren Fahrzeugklassen ist eine Sitzheizung für die Vordersitze meist aufpreispflichtig, gehört jedoch in den gehobenen Klassen bei vielen Modellen zur Serienausstattung. Neben der Sitzheizung in den Vordersitzen ist in diesen Fahrzeugklassen gegen Aufpreis auch oftmals eine Sitzheizung für die Fondsitze lieferbar.

## Funktionsprinzip
Eine Sitzheizung besteht entweder aus Heizmatten mit Heizdrähten, welche sich zwischen Bezug und Schaumkern eines Autositzes befinden, oder aus in den Sitz- bzw. Lehnenbezug eingearbeiteten Heizdrähten. Sie wird elektrisch betrieben und erzeugt Wärme an den Berührungstellen einer Person mit ihrem Sitz. Die Heizelemente bestehen aus flexiblen Widerstandsleitern, die die Sitzfläche, die Sitzwangen und die Rückenlehne mäandrierend durchziehen. Alternative Technologien verwenden zwei Elektroden mit parallelen Netzstrukturen aus Carbonfasern oder eine Netzstruktur. Alle Technologien basieren auf dem Stromwärmegesetz.

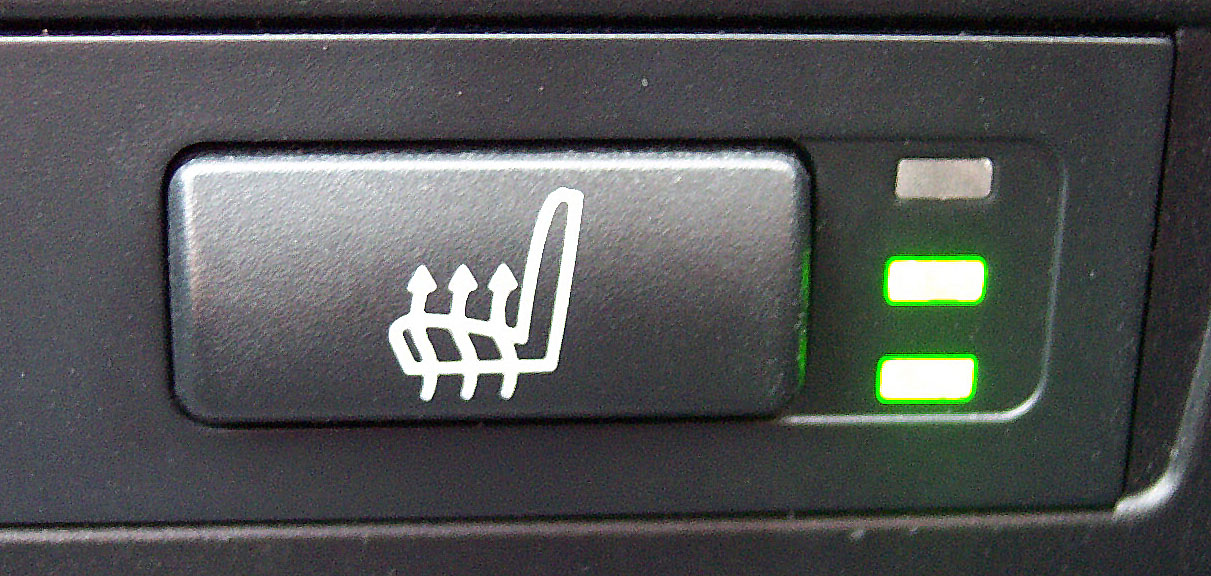
Bedienknopf der mehrstufigen Sitzheizung eines BMW E39

Je nach Hersteller kann die Heizleistung stufenlos oder stufenweise, meist mittels Druckknopfschalter oder Rändelrad, eingestellt werden. Dazu wirkt das Bedienelement auf einen Schaltkreis in einem Steuergerät, das per Pulsdauermodulation die effektive Spannung an den Heizelementen einstellt. Auch Kombinationen von Bedienelement und Steuergerät sind möglich. Der Überhitzungsschutz wird durch Temperatursensoren in den Heizelementen gewährleistet, die mit dem Steuergerät verbunden sind.

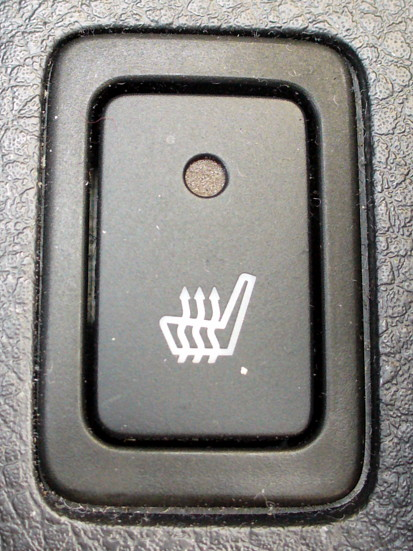
Einstufige Sitzheizung (an/aus) in einem Suzuki SX4

## Varianten
In der Fertigungstechnik unterscheidet man zwischen Litzen-, Parallel- und Drucktechnik. Es existiert bei den Herstellern eine Vielzahl von Markennamen, die für unterschiedliche Materialqualitäten und damit eine unterschiedliche Haltbarkeit des Heizleiters in Abhängigkeit von der gewünschten Qualität stehen.

### Litzentechnik
Bei der Litzentechnik wird ein elektrischer Leiter in der Fläche in Mäandern verlegt und mit einer Decklage oder günstiger einem Stickfaden (Sticktechnik) fixiert. Bei hochwertigeren Aufbauten wird der Leiter in einen Trägerschaum eingebettet und mit Decklagen aus Vliesstoff fixiert, um Abzeichnungen auf dem Bezug zu verhindern. Die Sticktechnik verwendet lediglich eine Materiallage als Träger für den mit einem Stickfaden fixierten Heizdraht. Die Litzentechnik zeichnet sich durch extreme Flexibilität bei der Kontur der beheizten Fläche aus.

### Paralleltechnik
Die Paralleltechnik verwendet parallele Heizleiter, die mit einer Nähwirkmaschine auf einem Trägermaterial aufgebracht werden. Die Leiter bestehen meist aus Kohlenstofffasern, aber auch Stahl oder Kupfer. Zusätzlich werden zwei Kontaktleisten eingebracht, welche die parallelen Leiter mit Strom versorgen. Durch Änderung des Verlegmusters bzw. Einziehen oder Entfernen von Leitern kann die Heizleistung auf den jeweiligen Flächen angepasst werden. Die Stärke dieser so gefertigten Elemente ist eine sehr gleichmäßige Beheizung quadratischer Flächen. Die parallele Struktur ermöglicht das Einbringen sehr nahe unter dem Bezug und somit eine beschleunigte Aufheizung. Die Kontaktleisten bleiben trotz vieler Verbesserungen die Schwachstelle dieser Elemente.

### Drucktechnik
In dieser Technik werden Silberelektroden mit einer speziellen leitfähigen Druckfarbe bedruckt, deren Widerstand mit steigender Temperatur stark zunimmt (PTC-Eigenschaften). Dies wird in der Serienfertigung derzeit nur auf Folienträgern eingesetzt. Die Verwendung von textilen Trägermaterialien ist in der Erforschung, aber noch nicht im Serieneinsatz. Vorteilhaft ist die selbstregelnde PTC-Eigenschaft in Kombination mit einer Trägerfolie, die bei lokaler Überhitzung schmilzt und somit wie eine Sicherung funktioniert. Dadurch sind hohe Leistungsdichten realisierbar und das System ist eigensicher gegen Fehlgebrauch wie Leiterbeschädigung, Abdämmen oder Doppeltlegen bei der Fertigung. Nachteilig sind die praktisch nicht vorhandene Atmungsaktivität sowie die Langzeitstabilität und die Materialkosten. Die Technik wird selten eingesetzt.

## Geschichte
Die Sitzheizung wurde um 1960 vom GM-Ingenieur Bob Ballard erfunden und am 30. April 1961 zum Patent eingereicht, wobei ein weiteres US-Patent (317493A) James R. Cooke benennt. Eindeutig ist hingegen, dass das erste Serienfahrzeug mit einer Sitzheizung die 1966er Cadillac DeVille Fleetwood-Serien waren.
Populär wurde die Sitzheizung schließlich durch Saab 1972. In den Modellen Saab 99 und 96 war Sitzheizung am Fahrersitz serienmäßig. Im Gegensatz zu heute ging die Heizung damals jedoch automatisch an, wenn die Temperatur niedrig war und wurde automatisch abgeschaltet, wenn die Luftheizung eine gewisse Temperatur erreichte. Damals mussten die Hersteller noch versichern, dass man keinen Elektroschock erleiden kann.
Heutzutage sind Sitzheizungen in der Luxusklasse oft Standard, in den meisten Autos gegen Aufpreis erhältlich und insbesondere bei Elektroautos oft inkludiert: Weil nicht die Motorabwärme zum Heizen genutzt werden kann, ist es effizienter mittels Sitzheizung zu wärmen, und so Strom zu sparen.

## Serienfertigung
Beim serienmäßigen Einbau einer Sitzheizung durch den Fahrzeughersteller unterscheidet man diese Varianten:
- Integration in den PU-Schaum des Sitzes, zumeist bei französischen Autoherstellern (Renault, Peugeot, Citroën) der Fall
- „Peel-and-Stick“-Technik mit Aufkleben von Heizmatten durch doppelseitiges Klebeband auf dem Polsterschaum
- Einnähen der Heizung in den Sitzbezug, vor allem bei Fahrzeugen der Oberklasse (z. B. BMW, Daimler AG, Audi)
- Befestigung mittels Klettband (Renault, Chrysler) oder mittels Verankerung beim Abspannen des Bezugs

## Nachrüstmarkt
Im Zubehörhandel sind auch auflegbare Heizauflagen bzw. Heizmatten erhältlich, die ebenfalls oft unter der Bezeichnung Sitzheizung vermarktet werden. Geeignet sind diese nicht fahrzeugspezifischen Heizmatten für Fahrer- und Beifahrersitz mit möglichen Einschränkungen bei Sonderausstattungen wie Sportsitze, Lederbezug oder Sitzbelüftung. Sie werden mit Haken und elastischen Bändern am Sitzgestell befestigt. Es gibt sie mit textilem Stoff- oder mit Lederbezug. Der elektrische Anschluss erfolgt über die Bordspannungssteckdose. Die Heizelemente bestehen aus flexiblen Drähten, die die Sitzauflage durchziehen. Nachteilig bei diesen Heizmatten ist, dass einige Ausführungen nicht die gesamte Sitzfläche beheizen, zudem muss die Kabelzuleitung durch den Fahrzeuginnenraum verlegt werden. Zur Beheizung beider Vordersitze ist zudem meist ein Verteilerstecker notwendig.
Daneben sind häufig auch integrierbare, nicht fahrzeugspezifische Sitzheizungen erhältlich, die an die Sitze angepasst und unter den Sitzbezug eingebaut werden können. Diese Lösungen verwenden ähnliche oder identische Elemente, wie sie auch serienmäßig die Fahrzeughersteller einbauen. Meist ist aber eine herstelleridentische Integration in das Fahrzeug aus Kostengründen nicht möglich.

## Regelung
Bei der Regelung der Sitzheizung werden vorwiegend die folgenden Techniken angewendet:
- Am meisten verbreitet ist die NTC-Regelung mittels Thermistor. Dieser ist in die Matte bzw. den Bezug integriert und erfasst dabei die Temperatur des Heißleiters (nicht der Oberfläche). Die Elektronik regelt den Heizdraht auf eine durch das Bedienelement vorgegebene konstante statische Temperatur von ca. 60 bis 80 °C, je nach Bezugsdicke und geforderter Oberflächentemperatur.
- Auch verbreitet ist die Regelung mit einem oder zwei Thermostaten. Die Thermostate haben den Nachteil einer spürbaren Hysterese, die wegen der limitierten Schaltspiele und der zum Schalten benötigten Energie, die aus der Schalthysterese gewonnen wird, systemimmanent ist.
- Bei einigen Herstellern wird eine Zeitsteuerung, die auch außentemperaturnachgeführt sein kann, zur Regelung eingesetzt. Dabei wird nach einer definierten Zeit die Heizleistung reduziert, um die Temperatur an der Oberfläche nach der Aufheizphase konstant zu halten. Oft schaltet die Heizung auch selbsttätig zurück bzw. aus.

## Kritik

### Unfruchtbarkeit
Immer wieder kursiert das Gerücht, eine Sitzheizung schränke durch die höhere Temperatur der Hoden die Spermienproduktion ein und führe auf Dauer zur Unfruchtbarkeit. Dies ist in der Regel aber kein Problem, da die Dauer der Benutzung der Sitzheizung dafür viel zu kurz ist. Auch von Natur aus schwankt die Temperatur der Hoden im Laufe des Tages und ist z. B. beim Liegen während des Schlafs bereits deutlich höher als sonst. Bleibende Schäden würden erst nach wochen- oder monatelanger permanenter Erhöhung der Hodentemperatur auftreten.

### Fahrzeugbrand
Es sind wiederholt Fälle bekannt geworden, dass Sitzheizungen zu einem Sicherheitsrisiko wurden und entweder Brandlöcher in der Sitzfläche oder den Brand eines kompletten Fahrzeugs verursacht haben. Hier spiegeln sich die Schwierigkeiten in der Konstruktion einer Sitzheizung wider: Um eine gute Heizleistung bei vergleichsweise geringer Stromstärke zu gewährleisten, müssen die Heizleitungen ausreichend dünn sein und somit genug elektrischen Widerstand haben. Außerdem müssen die Leitungen nah an der Sitzoberfläche liegen, damit möglichst schnell viel von der erzeugten Wärme bei der auf ihr sitzenden Person ankommt. Die Kombination aus dünnem Kabelquerschnitt und höherer mechanischer Beanspruchung kann somit jedoch nach einiger Zeit zu einem Kabelbruch führen, was im günstigsten Fall ein Nachlassen der Heizleistung bis hin zum kompletten Ausfall zur Folge hat. Werden jedoch nicht einzeln isolierte Heizleiter oder Kontaktleisten benutzt, so kommt es durch den Bruch einzelner Adern zu einer Überlastung der verbliebenen Litzen. Diese lokale Überhitzung (hot spot) kann zu Brandlöchern und in Kombination mit brennbaren Materialien (z. B. Bezüge aus nicht flammhemmendem Material) auch zu einem offenen Feuer führen. Sobald ein „hot spot“ oder eine Leistungseinschränkung (z. B. Sitz oder Lehne werden nicht warm) bemerkt werden, sollte die Sitzheizung aus Sicherheitsgründen bis zur Instandsetzung nicht mehr eingeschaltet werden. Wenn auch ein Abschalten nicht mehr funktioniert, muss die Sicherung gezogen werden.

### Kraftstoffverbrauch
Die Heizmatte verbraucht ca. 100 W pro Sitz in der Aufheizphase und ca. 20 bis 30 W in der Dauerbetriebsphase. 100 Watt elektrische Last in Fahrzeugen mit Verbrennungsmotor bedeuten etwa 0,1 Liter mehr Kraftstoff pro 100 Kilometer. Einige OEMs haben eine Leistungsreduktion zum Kraftstoffeinsparen untersucht. Diese Leistungsreduktion geht jedoch direkt auf Kosten der Aufheizgeschwindigkeit, denn die elektrische Heizung mit integrierter Elektronik setzt 100 % der Energie in Wärme um. Daher haben die führenden OEMs diese Untersuchungen eingestellt und wollen eher mehr Flächen (Lenkrad, Fußmatte, Armlehne) elektrisch beheizen, um Heizleistung bei der Luftbeheizung einzusparen. In Elektromobilen ist es sehr viel sparsamer, den Sitz direkt zu heizen als den ganzen Innenraum.